# Cornelis Steffelaar

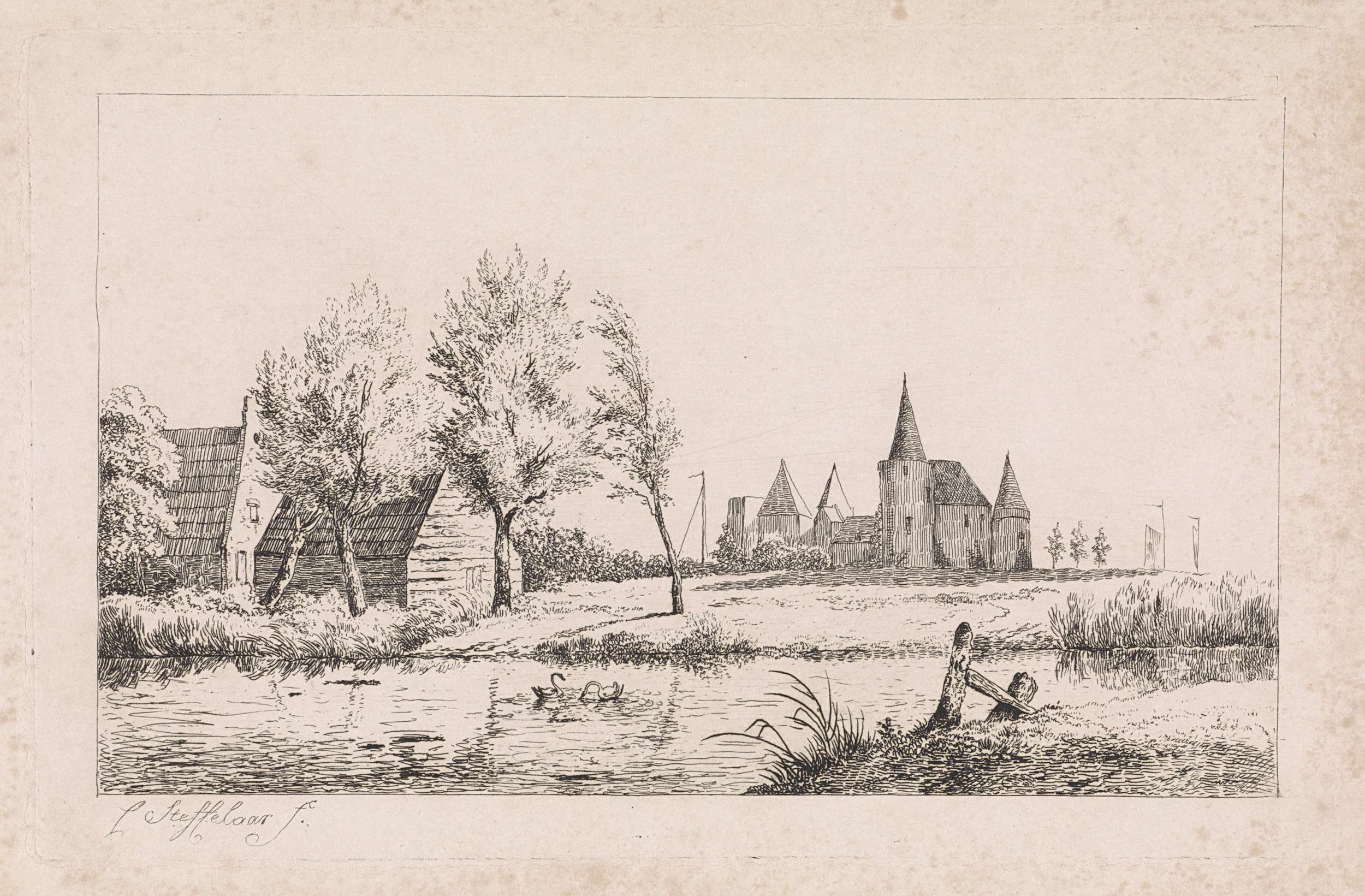
Zwanen op het water en kasteel op de achtergrond

Cornelis Steffelaar (Amsterdam, 3 maart 1797 - Haarlem, 28 maart 1861) was een Nederlands kunstschilder en etser.

## Biografie
Steffelaar begon als meesterschilder en glazenier voor rijtuigen in het bedrijf van zijn vader. Hij legde zich daarnaast toe op het schilderen. Jan Kobell was zijn leraar en hij bekwaamde zich tot landschapsschilder en etser. In 1833 kocht hij het huis Keizersgracht 99. Hij maakte ook verschillende studiereizen naar Duitsland en België. Van 1831 tot 1861 was hij verbonden als leraar aan de Koninklijke Academie van Beeldende Kunsten als landschapschilder. 
Daar was hij onder andere leraar van AJ Eymer, Jan Weissenbruch en Wouterus Verschuur

## Link
Biografische gegevens bij het RKD-Nederlands Instituut voor Kunstgeschiedenis
- Biografisch Portaal: 50364037
- Digitale Bibliotheek voor de Nederlandse Letteren: stef004
- International Standard Name Identifier: 0000 0000 7054 8101
- Nederlandse Thesaurus van Auteursnamen: 070020817
- RKD-Nederlands Instituut voor Kunstgeschiedenis: 74894
- Union List of Artist Names: 500011929
- Virtual International Authority File: 294936649
- WorldCat: E39PBJgHhwjHf7mGwtV6gWwV4q